# Klaus-Rüdiger Arnold
Klaus-Rüdiger Arnold (* 18. November 1939 in Weißenfels) ist ein deutscher Schuhmacher
und früherer Volkskammerabgeordneter für den Freien Deutschen Gewerkschaftsbund (FDGB).

## Leben
Arnold stammt aus der preußischen Provinz Sachsen und war der Sohn eines Schuhmachers. Nach dem Besuch der Grundschule nahm er 1957 in Weißenfels eine Lehre zum Schuhmacher auf, um den väterlichen Beruf zu erlernen. 1957 wurde er Schuhbodenfacharbeiter im VEB Schuhkombinat „Banner des Friedens“ Weißenfels und gehörte dort seit 1960 der Betriebsgewerkschaftsleitung (BGL) an. In den 1970er Jahren wurde er stellvertretender BGL-Vorsitzender im genannten VEB Schuhkombinat.

## Politik
Er trat 1954 dem FDGB, 1958 der FDJ und 1961 der SED bei. Außerdem gehörte er ab 1965 dem Wohnbezirksausschuss der Nationalen Front der DDR an. In den drei Wahlperioden von 1967 bis 1981 war Arnold Mitglied der FDGB-Fraktion in der Volkskammer der DDR.

## Auszeichnungen
- Aktivist der sozialistischen Arbeit[1]